# رسل التوحد المضللين
كتاب رسل التوحد المضللين: العلم الضار والطب الخطر والبحث عن العلاج (بالإنجليزية Autisms's False Prophets: Bad Science, Risky Medicine & the Search for a Cure)هو كتاب صدر عام 2008 لمؤلفه بول أوفيت، خبير اللقاحات ورئيس قسم الأمراض المعدية مستشفى الأطفال في فيلادلفيا. ويتناول الكتاب الجدل المثار حول مزاعم وجود علاقة بين تناول اللقاح (التطعيمات) وبين الإصابة بالتوحد. ويقصد أوفيت بالرسل المضللين (False Prophets) كل من يروج لنظريات أو أفكار لم تثبت صحتها كما هو الحال بالنسبة للذين يزعمون وجود علاقة بين تناول الأطفال للقاحات والإصابة بمرض التوحد وهو الأمر الذي ينفيه اوفيت في كتابه.

## نبذة عن الكتاب
يتناول المؤلف أوفيت أصل الادعاءات الخاصة بوجود علاقة بين تناول اللقاح الثلاثي (ضد الحصبة والنكاف والحصبة الألمانية أو مايعرف ب MMR) وكذلك الثيوميرسال (thiomersal) وهو مطهر زئبقي لحفظ اللقاحات، وبين الإصابة بالتوحد وكذلك تطور تلك الادعاءات فضلا عن الأدلة العلمية التي تدحض وجود علاقة بين كل منهما وبين الإصابة بمرض التوحد.
ويعرض الكتاب عدة تفسيرات قد تشكل السبب في استمرار هذه الادعاءات على الرغم من وجود أدلة علمية تبرهن على خطئها كما يعرض الكتاب أيضا لانتشار بعض علاجات مرض التوحد ذات المخاطر المحتملة لعدم ثبوت فعاليتها. وينظر الكاتب بعين النقد إلى العديد من أنصار وجود علاقة بين اللقاحات والإصابة بالتوحد مثل أندرو ويكفيلد (بالإنجليزية Andrew Wakefield) وديفيد كيربي (David Kirby) ومارك جيير (Mark Geier)وبويد هالي (Boyd Haley) حيث يثير المؤلف بعض المخاوف العلمية، وأحيانا الأخلاقية والقانونية إزاء ذلك الربط. ويكشف الكتاب عن وجود انقسام بين المتخصصين في مرض التوحد أنفسهم حول موضوع التطعيمات. ويرى بعض آباء المصابين بالتوحد أن التركيز المقصور حاليا حول الربط بين الإصابة بالتوحد وتناول تطعيمات معينة يصرف النظر عن مجالات البحث الأخرى الواعدة العلمية والتي قد تؤدي إلى سبر أغوار هذا المرض. وفي ضوء ذلك، أجرى مؤلف الكتاب أوفيت مقابلة مع كاثلين سيدل، وهي والدة طفل توحدي وقامت بنشر بعض الاستقصاءات التي تنتقد أولئك الذين يتربحون من وراء الترويج لمزاعم وجود علاقة بين اللقاحات والتوحد.
ويتناول أوفيت أيضا بإيجاز الجدل المرير والمحتدم حول مزاعم العلاقة بين التوحد واللقاحات. ويذكر أنه تلقى تهديدات بالقتل ورسائل كراهية بل وطالت التهديدات أيضا أبناءه بسبب ترويجه لسلامة اللقاحات ونفيه صلتها بمرض التوحد. وقد امتنع أوفيت عن القيام بجولة للترويج لكتابه خوفا على سلامته. وشبه أوفيت حدة الكراهية والتهديدات الموجهة له بما يُوجه لمن يقومون بعمليات الإجهاض.
وقد تبرع المؤلف أوفيت بحقوقه المادية في نشر الكتاب لمركز أبحاث التوحد بمستشفى الأطفال بفيلادلفيا.

## آراء حول الكتاب
شكل الكتاب نواة لمقالات كاملة عن اوفيت في مجلة نيوزويك  وفيلادلفيا انكوايرر. وقد أشادت نيويورك بوست بالكتاب ذاكرة أنه «على الرغم من كون أوفيت هو العالم الأكثر شجاعة والأكثر علما وخبرة باللقاحات في الولايات المتحدة بأكملها، يخشى العالم على حياته وحياة أسرته».
وأثنت صحيفة وول ستريت جورنال أيضا على الكتاب ووصفته ب«أنه سجل لايقدر بثمن يصف بعضا من الطرق الكثيرة التي يتم فيها استغلال ضعف الآباء القلقين» على أطفالهم.
أما صحيفة  ذا فيلادلفيا انكوايرر  فوصفت الكتاب بأنه «يسمي الأشياء بأسمائها ويصف الهراء بأنه هراء» وأنه يقدم «رؤية نافذة ومهمة للأخطاء الخطيرة التي تشوب أهم الحجج التي يستعين بها من يثيرون الخوف من استخدام اللقاحات.»
وأثنت الصحيفة على تركيز أوفيت على التغطية الإعلامية المتحيزة والمثيرة لقضية العلاقة بين التوحد واللقاحات بيد أنها عابت على أوفيت عدم تحميله للعلماء أنفسهم القدر الكافي من المسؤولية عن عدم توضيح الحقائق لعامة الناس.
وأشارت أيضا صحيفة ذا روكي مونتين نيوز إلى أن الكتاب «قلب الطاولة» على هؤلاء الذين يعزون إنكاره لوجود علاقة بين اللقاحات والتوحد إلى حصوله على أموال من شركات الأدوية، وذلك بتوضيحه أن مؤيدي وجود صلة بين الإصابة بالتوحد واللقاحات قد حصلوا على مبالغ ضخمة من المحامين وجماعات الضغط. وجماعات الضغط. وأثنت الصحيفة على دحض الكتاب «للمعلومات الخاطئة» التي ذكرها دون إيموس Don Imus وجيني مكارثي Jenny McCarthy وجوزيف ليبرمان Joseph Lieberman وروبرت إف كنيدي الابن Robert F. Kennedy, Jr. بيد أنه ترى أن سخرية أوفيت ممن يختلف معهم في الرأي وترهيبه لهم كان «شديدا».
ووصفت مجلة صالون الكتاب بأنه عمل «مستنير وجدير بالقراءة وجاء في وقته تماما» وأنه «يهدم الحركة المناهضة للقاحات بوصفها حركة مدفوعة بالعلم الضار والطمع المبالغ فيه والدعاية الصارخة والغرور.»  وعابت صالون على أوفيت تقليله من شان العمل الذي تقوم به جماعات التوعية بمرض التوحد لتثقيف العامة بشأنه وكذا إنشاء شبكات الدعم والحصول على التمويل اللازم لأبحاث التوحد. وذكرت المجلة في تحليلها للكتاب أن أوفيت قام بدلا من التركيز على جماعات التوعية بالتركيز على الجماعات «المنحرفة» علميا والعدائية مثل Defeat Autism Now اهزموا التوحد الآن! وانقذوا الجيل Generation rescue. وخلصت المجلة إلى أن الكتاب إلى أنه «يزيل بمهارة الستار عن الحركة المناهضة للقاحات بغية الكشف عن حملة عدائية شعواء يدفعها الطمع والانتهازية أكثر من الحقائق العلمية.»
أما مجلة ساينس الشهيرة، فوصفت الكتاب بال"مؤثر " وبالكتاب "الطبي المثير الذي يسهل قراءته" والذي يوضح عواقب الطمع والعجرفة وإهمال العقل."  وفي نقدها للكتاب، قالت مجلة ساينس أن أوفيت لم يناقش مسألة التهور في اتخاذ القرارات على الرغم من وجود مخاطر نسبية وأدلة تجريبية (بالإنجليزية empirical evidence) وأدلة قولية (وصف لحالات فردية) anecdotal وذكرت أن أوفيت لم يناقش بدقة الدور الذي تلعبه الانتكاسة. وتخلص المجلة إلى أن الكتاب قد شجع الإعلام على تطبيق المباديء العلمية ودعت إلى استغلال حالة الحراك التي أثارها الكتاب في تركيز الاهتمام على الأبحاث الهادفة للكشف عن أسباب المرض وطرق علاجه بدلا من التركيز الحالي على الجدل المثار حول العلاقة بين التوحد واللقاحات.
ووصفت دورية التوحد واضطرابات النمو (بالإنجليزية The Journal of Autism and Developmental Disorders) الكتاب بأنه «مساهمة مهمة في الجدل الشائع حول أسباب اضطرابات الطيف التوحدي وعلاجها. ويذهب البعض إلى القول بأن الكتاب يمثل أكثر السجلات المتاحة السجل تفصيلا واستفاضة في تأريخها للحركة المناهضة للقاحات.»
وتكشف القراءة النقدية للكتاب عن إحدى الأمور التي قد تشكل نقطة ضعف في الكتاب ألا وهي أن الكتاب لايغطي بشكل كاف سوء فهم العامة لوبائية التوحد؛ إذ يخشى عامة الناس من اتخاذ التوحد صفة وبائية، الأمر الذي لايُعتقد حدوثه في الواقع. وتختتم القراءة النقدية للكتاب بدعوة العلماء والأطباء إلى ان يحذوا حذو أوفيت في توصيل حقائق مرض التوحد للعامة، حتى وإن كانت ستثير قلقهم.
وبعد أربعة شهور من صدور الكتاب، ذكرت صحيفة نيويورك تايمز  أن الكتاب حظي بدعم واهتمام واسع النطاق من جانب أطباء الأطفال والعاملين في أبحاث التوحد وشركات إنتاج اللقاح والصحفيين الطبيين ووصفته بأنه «يحفز على ظهور ردود افعال معاكسة للحركة المناهضة للقاحات في الولايات المتحدة.» وينتقد الكثير من الأطباء الآن «المساواة الكاذبة» في التغطية الإعلامية لقضية اللقاحات وعلاقتها بالتوحد ويرون الآن أنه يتعين على المراسلين الصحفيين أن يعاملوا جماعات الضغط المناهضة للتطعيمات بنفس القدر من عدم الاكتراث الذين يتعاملون بها مع النظريات المنكرة لوجود متلازمة نقص المناعة الإيدز وغيرها من النظريات الهامشية
وفي عام 2009، وصفت دورية نيو إنجلند الطبية (بالإنجليزية The New England Journal of Medicine) الكتاب بأنه يؤيد بقوة أهمية التطعيمات ويدحض خرافة الربط بين تناول التطعيمات والإصابة بالتوحد. وتمتدح الدورية الموجز الذي ورد في الكتاب عن الأسلوب العلمي والمباديء الأساسية لنظرية الاحتمالات والسببية وتغطيته لقضية صعوبة شرح الحقائق العلمية للعامة ومنها الفرق بين السببية والصدفة وعدته من نقاط القوة في الكتاب. أما نقاط الضعف فمنها خروج الكتاب في أحيان عديدة عن موضوعه الأساس لتناول موضوعات أخرى مثل زرع الثدي.
وظهرت العديد من القراءات النقدية التي تشيد بالكتاب في بيوساينس  وهيلث أفيرز  وفي دورية طب أعصاب الأطفال.

## وصلات خارجية
- * * Columbia University Press web page for Autism's False Prophets
- Excerpt from the book's prologue